# Карл I
Вижте пояснителната страница за други личности с името Карл I.
Карл I, както е известен в Норвегия, или Карл VIII, както се нарича в Швеция (на норвежки: Karl I или Karl Knutsson Bonde, на шведски: Karl Knutsson), е крал на Норвегия и Швеция.

## Биография
През 1434 г. той е избран за член на Държавния съвет на Швеция. Mежду 1438 и 1440 г. заема важен пост при надигането на недоволството срещу Ейрик Померански и по време на неговата детронация и избора на новия крал Кристоф III.
През 1442 г. става военен комендант на Виборг и придобива обширни имения във Финландия. През 1448 г. след смъртта на Кристоф III, който не оставя преки наследници, Карл е избран за крал на Швеция, а на следващата година и за крал на Норвегия. Kоронясан е в Тронхайм на 20 ноември 1449 г. Още на следващата година обаче норвежците признават властта на датския крал Кристиан I, а през 1457 г. на Карл му се изплъзва и трона на Швеция под натиска на опозицията на шведските благородници, водена от духовенството в лицето на епископа на Упсала. Впоследствие Карл още два пъти става крал на Швеция – веднъж през 1464 г., но загубва трона през 1465 г. и се му налага да се върне в имението си във Финландия, и втори път през 1467 чак до смъртта си на 15 май 1470.

## Фамилия
Първи брак: през 1428 г. с Биргита Туресдотер († 1436). От този брак се ражда дъщеря му Кристина.
Втори брак: през 1438 г. с Катарина Карлсдотер († 1450), от който се ражда втората му дъщеря Магдалена.
Трети брак: с Кристина Абрахамсдотер; раждат им се две деца – Анна и Карл.